# Torneo de Gstaad 2011
El Torneo de Gstaad es un evento de tenis que se disputa en Gstaad, Suiza,  se juega entre el 25 y el 31 de julio de 2011.

## Campeones
- Individuales masculinos:  Marcel Granollers derrota a  Fernando Verdasco por 6-4, 3-6, 6-3.

- Dobles masculinos:  Frantisek Cermak  /  Filip Polasek  derrotan a  Christopher Kas /  Alexander Peya por 6-3 y 7-6 (7).